# Malcolm Marx
Pour les articles homonymes, voir Marx.

a Compétitions nationales et continentales officielles uniquement.

b Matchs officiels uniquement.
Dernière mise à jour le 1 septembre 2024.
Malcolm Marx, né le 13 juillet 1994 à Germiston (Afrique du Sud), est un joueur international sud-africain de rugby à XV évoluant au poste de talonneur. Il évolue avec le club japonais des Kubota Spears en League One depuis 2021. Il mesure 1,88 m pour 119 kg.

## Carrière

### En club
Malcolm Marx a commencé sa carrière professionnelle en 2014 en étant sélectionné dans la franchise des Lions en Super Rugby.
Toujours en 2014, il joue avec la province des Golden Lions, avec qui il évolue en Vodacom Cup la première année, avant de jouer également en Currie Cup plus tard la même année. 
Peu utilisé en Super Rugby lors de ses deux premières saisons, il devient au fur et à mesure un cadre de son équipe grâce à ses qualités de sa puissance et son activité héritée de sa formation au poste de troisième ligne. Il fait ainsi partie intégrante de l'équipe finaliste du Super Rugby lors des saisons 2016 (14 matchs joués pour 4 essais inscrits) et 2017 (18 matchs joués pour 10 essais inscrits). En 2018, malgré une saison une nouvelle fois gâchée par une défaite en finale, il continue de briller individuellement, et marque douze essais en quinze rencontres jouées,.
En 2020, il rejoint pour une saison le club japonais des NTT Shining Arcs en Top League. Il joue six matchs avec cette équipe, et inscrit cinq essais.
L'année suivante, il rejoint les Kubota Spears dans le même championnat. Il remporte le championnat national lors de la saison 2022-2023, après une victoire en finale face aux Saitama Wild Knights. La même année, il est élu dans l'équipe type de League One.

### En équipe nationale
Malcolm Marx a joué avec l'équipe d'Afrique du Sud des moins de 20 ans dans le cadre du championnat du monde junior 2014, mais il ne dispute qu'un match avant de se blesser au genou,.
En juin 2016, il est sélectionné avec l'équipe d'Afrique du Sud "A", entraînée par Johan Ackermann, pour affronter les England Saxons lors d'une double confrontation.
Au mois d'août 2016, il est sélectionné pour la première fois avec les Springboks par Allister Coetzee pour participer au Rugby Championship. Il obtient sa première cape internationale avec l'équipe d'Afrique du Sud le 17 septembre 2016 à l’occasion d’un match contre l'équipe de Nouvelle-Zélande à Christchurch.
Dès 2017, il profite de ses bonnes performances en club et en équipe nationale, ainsi que de la retraite internationale d'Adriaan Strauss, pour s'imposer comme le talonneur titulaire des Springboks,. Néanmoins, à partir de 2019, malgré sa réputation et ses performances, il perd sa place de titulaire au profit de Bongi Mbonambi,. Erasmus justifie alors son choix en mettant en avant les qualités de Mbonambi dans le combat et le lancer en touche, ainsi que l'avantage de disposer de l'explosivité de Marx en seconde mi-temps,. 
En 2019, il est retenu par sélectionneur Rassie Erasmus dans le groupe de 31 joueurs pour disputer la Coupe du monde au Japon. Il est remplaçant pour la majorité de la compétition, dont la finale face à l'Angleterre que son équipe remporte.
Quatre ans plus tard, il est retenu dans le groupe de 33 joueurs pour disputer la Coupe du monde 2023 en France. Il participe à la victoire de son pays lors de son premier match face à l'Écosse, puis quelques jours plus tard, il se blesse durant un entraînement aux ligaments d'un genou, ce qui entraîne son forfait pour le reste de la compétition.

### Style de jeu
Malcolm Marx est actuellement considéré comme le meilleur talonneur de la planète,. Dans la lignée des grands talonneurs sud-africains, il brille tout particulièrement par des qualités physiques hors du commun. Extrêmement puissant et particulièrement rude au contact, il excelle dans le défi physique et dans les différentes épreuves de force constituant les fondamentaux de son poste (percussion sur les séquences offensives, placages, ballons portés et mêlée fermée). Cependant, la plus grande force de Marx réside dans sa capacité à allier un physique de première ligne à une mobilité de troisième ligne. Il se distingue alors tout particulièrement par des statistiques impressionnantes en termes de plaquages effectués et de ballons récupérés dans les rucks. Néanmoins, la qualité de ses lancers en touche sont parfois dénoncés comme l'un des défauts de son jeu,.

## Palmarès

### En club
- Finaliste du Super Rugby en 2016, 2017 et 2018 avec les Lions.
- Vainqueur de la Currie Cup en 2015 avec les Golden Lions.
- Vainqueur de la League One en 2023 avec Kubota Spears Funabashi Tokyo-Bay.

### En équipe nationale
- Vainqueur du Rugby Championship en 2019.
- Vainqueur de la Coupe du monde en 2019 et 2023.

### Distinctions personnelles
- Membre de l'équipe type du Super Rugby en 2017[31].
- Meilleur talonneur du Super Rugby en 2017[32] et 2018[33].
- Nommé pour le titre de meilleur joueur World Rugby de l'année en 2018[34].
- Meilleur talonneur de l'année 2021, 2022 et 2024 selon World Rugby[35],[36].
- Membre de l'équipe type du Championnat du Japon en 2023[11].

## Statistiques
Au 8 août 2024, Malcolm Marx compte 67 capes en équipe d'Afrique du Sud, dont 35 en tant que titulaire, depuis le 17 septembre 2016 contre l'équipe de Nouvelle-Zélande à Christchurch. Il a inscrit dix-sept essais (85 points).
Il participe à sept éditions du Rugby Championship, en 2016, 2017, 2018, 2019, 2021, 2022 et 2023. Il dispute vingt-neuf rencontres dans cette compétition.
Il participe également à la Coupe du monde en 2019 (six matchs disputés) et 2023 (1 match disputé).